# Belosynapsis kewensis
Belosynapsis kewensis är en himmelsblomsväxtart som beskrevs av Justus Carl Hasskarl. Belosynapsis kewensis ingår i släktet Belosynapsis och familjen himmelsblomsväxter. Inga underarter finns listade.